# 바스키아
《바스키아》(영어: Basquiat)는 포스트모더니즘·신 표현주의 화가 존미셸 바스키아의 삶을 다룬 미국의 1996년 전기 드라마 영화이다. 바스키아의 친구였던 화가 줄리언 슈나블이 감독했다.
제프리 라이트가 바스키아를 연기했고, 데이비드 보위가 바스키아의 친구이자 멘토인 앤디 워홀로 출연했다.

## 출연진
- 제프리 라이트
- 데이비드 보위
- 베니시오 델토로
- 데니스 호퍼
- 게리 올드먼
- 마이클 윈콧
- 클레어 폴라니
- 파커 포지
- 코트니 러브
- 엘리나 뢰벤존
- 폴 바텔
- 테이텀 오닐
- 크리스토퍼 워컨
- 윌럼 더포
- 마이클 배덜루코
- 샘 록웰
- 린다 라킨

## 기타 제작진
- 배역: 실라 재피, 조지앤 워컨
- 미술: 댄 리
- 의상: 존 던